# Músculo flexor común profundo de los dedos de la mano
En anatomía humana, el músculo flexor común profundo de los dedos es un músculo del antebrazo que flexiona los dedos. Se inserta en la cara anterior del cúbito (NAI-ulna) y termina en cuatro tendones en la tercera falange de los últimos cuatro dedos. Los cuatro tendones se denominan tendones perforantes.

## Origen e inserción
El músculo flexor común profundo de los dedos de la mano es un músculo profundo que se origina del lado anterior de la ulna y, junto con el músculo flexor común superficial de los dedos de la mano, tiene un tendón largo que corre por el antebrazo y atraviesa el túnel carpiano hasta insertarse en el lado palmar de las falanges de los dedos. Por razón de que se inserta distal al flexor común superficial, sus fibras corren a través del tendón del flexor común superficial en dirección a los extremos de las falanges —llamándose por ello, tendones perforantes—.

## Inervación e irrigación
El Flexor digitorum profundus es inervado por los nervios mediano y cubital.
- El aspecto medial del músculo —los haces que flexionan el 4.º y 5.º dígitos— recibe estímulo nervioso del nervio cubital (C8, T1).
- El aspecto lateral del músculo —los haces que flexionan el 2.º y 3.er dígitos— por el nervio mediano por medio de su rama interósea anterior (C8, T1).

El flexor común profundo de los dedos de la mano es uno de dos músculos flexores que no es inervado exclusivamente por el nervio mediano —el otro es el músculo cubital anterior—.
La irrigación sanguínea proviene de la arteria interósea anterior, una de las ramas de la arteria cubital.

## Imágenes adicionales

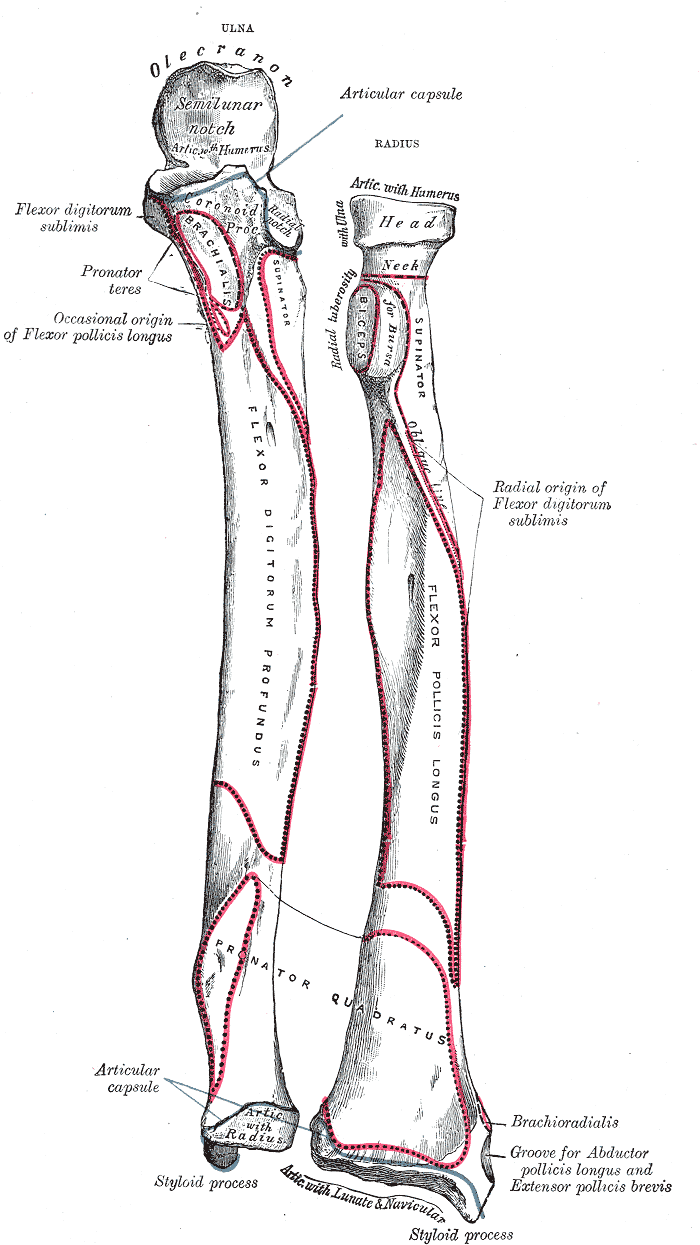
Huesos del antebrazo izquierdo, vista anterior.
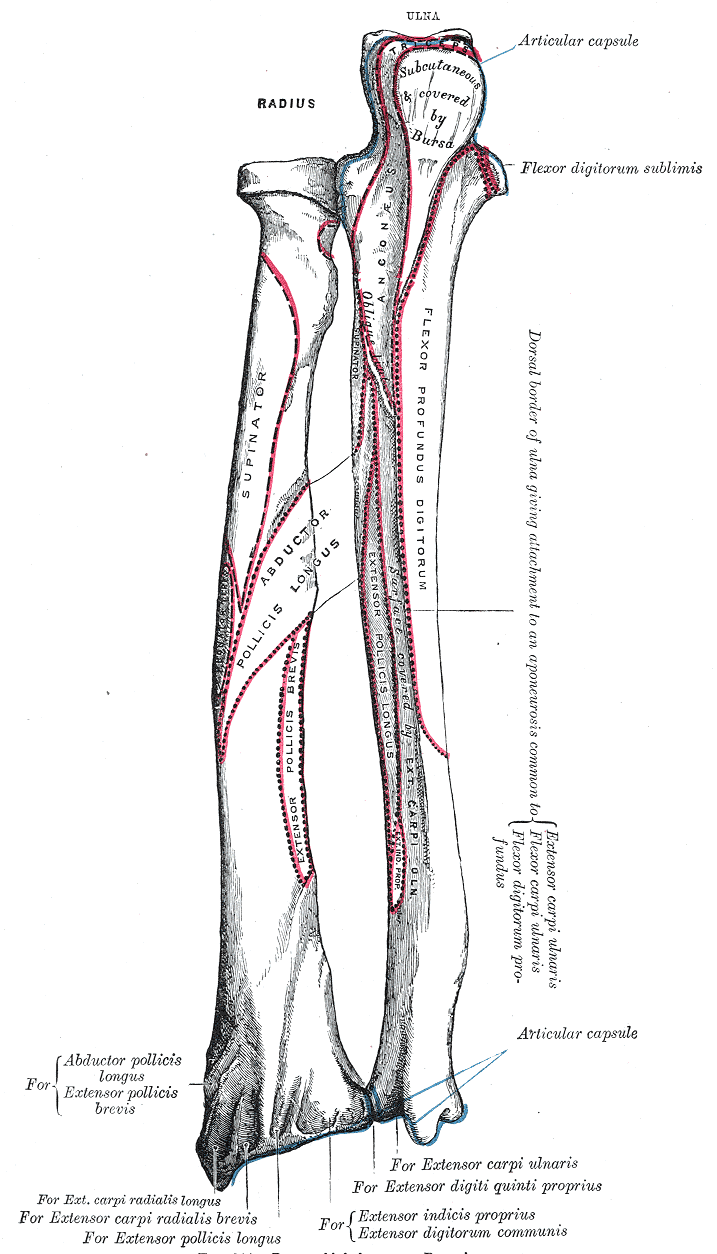
Huesos del antebrazo izquierdo, vista posterior.
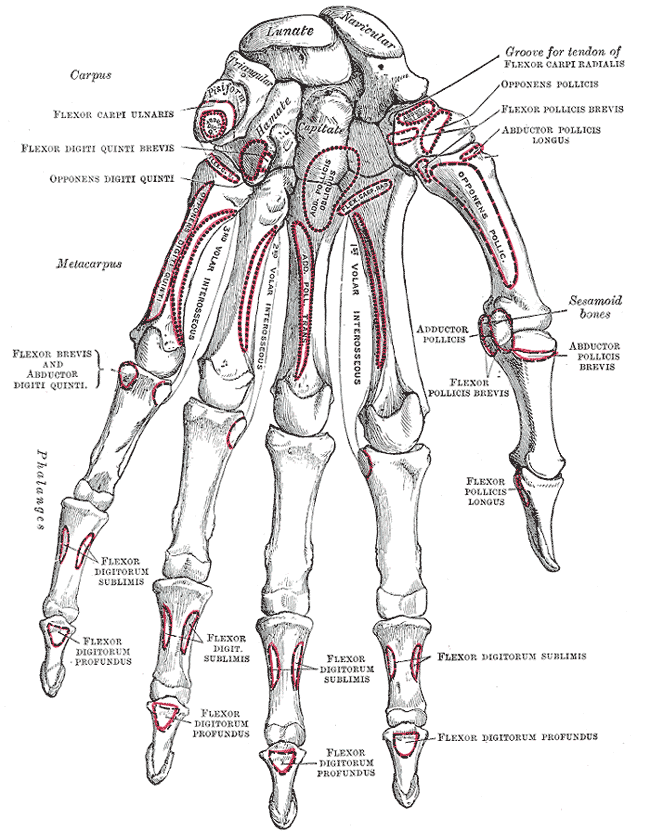
Huesos de la palma de la mano derecha.
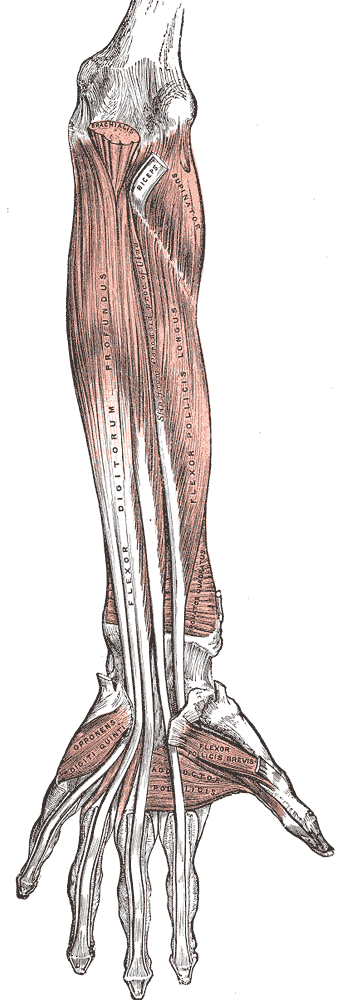
Músculos profundos del antebrazo izquierdo.
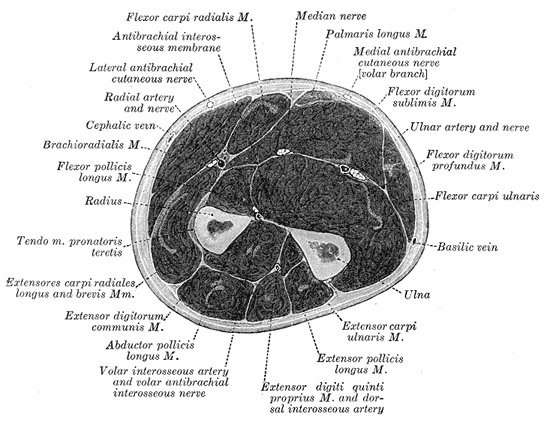
Corte a través de la mitad del antebrazo.
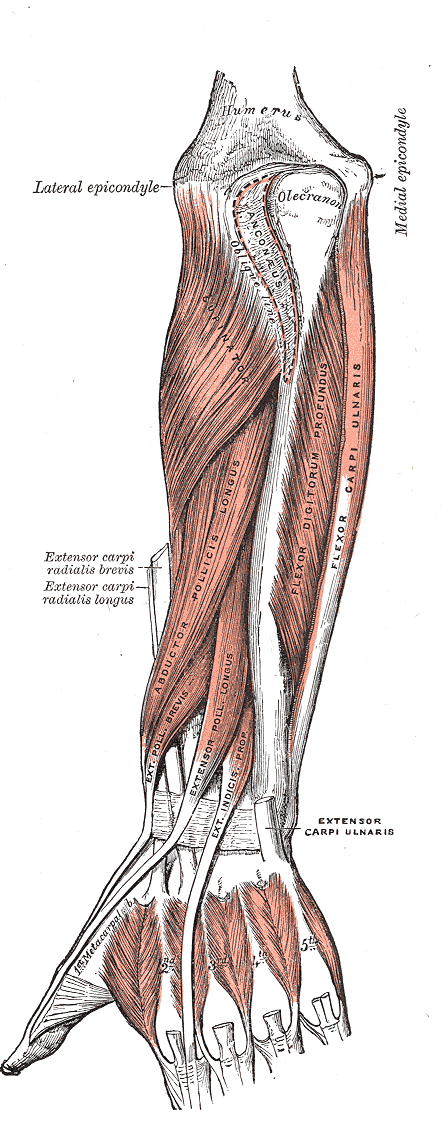
Músculos profundos de la superficie posterior del antebrazo.
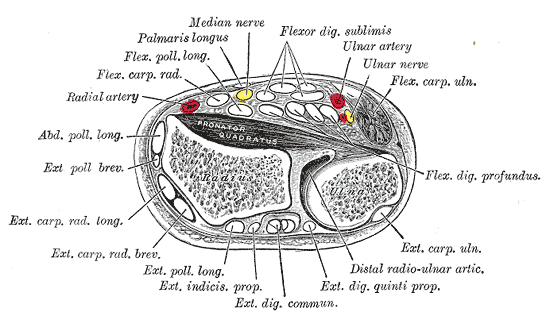
Sección transversal a través del extremo distal del radio y cúbito.
Sección transversal a través de la muñeca.